# Ibrahima Koné (calciatore 1977)
Ibrahima Koné (6 ottobre 1977) è un ex calciatore maliano, di ruolo difensore.

## Palmarès

### Club

#### Competizioni nazionali
- Super Coupe National du Mali: 1

Stade Malien: 2009